# وليام مونتغمري
وليام مونتغمري (بالإنجليزية: William Montgomery (North Carolina))‏ (و. 1789 – 1844 م) هو سياسي من الولايات المتحدة الأمريكية ولد في مقاطعة غيلفورد (كارولاينا الشمالية).
وهو عضو في الحزب الديمقراطي الأمريكي .